# Mezinárodní pracovní společenství socialistických stran
Mezinárodní pracovní společenství socialistických stran (též Dvouapůltá internacionála i Vídeňská internacionála) byla mezinárodní organizace socialistických stran.
Byla založená na sjezdu zástupců socialistických stran v roce 1921 ve Vídni. Vstoupily do ní strany, které vystoupily z Mezinárodního sdružení socialistických stran, ale odmítly vstoupit do bolševické Komunistické internacionály. Hlavními představiteli této internacionály byli Karl Kautsky, Friedrich Adler, Otto Bauer a Julij Osipovič Martov. V roce 1923 se Dvouapůltá internacionála sloučila na kongresu v Hamburku s II. internacionálou a vytvořily společně Socialistickou dělnickou internacionálu.